# アメリカヨタカ亜科
アメリカヨタカ亜科 （あめりかよたかあか、学名 Chordeilinae) は、鳥類ヨタカ目ヨタカ科の亜科である。
英語ではナイトホーク nighthawks と総称されるが、日本語では他のヨタカ科と区別する呼び名はない。
ヨタカ亜科（ヨタカ科の残り）との間でいくつかの属を移動させる説が唱えられたこともあるが、ここでは nighthawks について述べる。

## 特徴
両米に生息する。
夜行性で、飛行中の昆虫を捕食する。
ヨタカ亜科に対し、4つの形質・行動で特徴付けられる。これらの特徴は複数（おそらく3つ）の系統で別個に獲得された。つまり、アメリカヨタカ亜科は多系統である。
- desmognathous な口蓋。
- 長く、先がとがった翼。
- 飛翔しながらの給餌。
- 嘴の根元の剛毛を失っている。

ただし嘴の剛毛は、原始的なヨタカ科であるヒゲナシヨタカ属 Eurostopodus・ミミヨタカ属 Lyncornis にもない。これは、これらの属が分岐したのちにヨタカ科が剛毛を獲得したためと考えられる。また、アメリカヨタカ亜科の中でもシロハラヨタカは剛毛があるが、これは二次的に再獲得したと考えられる。

## 種
属分類は Han (2006)・Han et al. (2010) により系統的に再編された属による。種分類は国際鳥類学会議 (IOC)による。
- Hydropsalis ハサミオヨタカ属（一部）
  - Hydropsalis semitorquatus, Short‐tailed Nighthawk, タンビヨタカ (Lurocalis semitorquatus)
  - Hydropsalis rufiventris, Rufous‐bellied Nighthawk, チャバラヨタカ (Lurocalis rufiventris)
  - Hydropsalis leucopyga, Band‐tailed Nighthawk, オビオヨタカ (Nyctiprogne leucopyga)
  - Hydropsalis vielliardi, Plain‐tailed Nighthawk (Nyctiprogne vielliardi)
- Chordeiles アメリカヨタカ属
  - Chordeiles pusillus, Least Nighthawk, コビトアメリカヨタカ
  - Chordeiles rupestris, Sand‐colored Nighthawk, スナイロアメリカヨタカ
  - Chordeiles acutipennis, Lesser Nighthawk, コアメリカヨタカ
  - Chordeiles minor, Common Nighthawk, アメリカヨタカ
  - Chordeiles gundlachii, Antillean Nighthawk, カリブヨタカ
  - Chordeiles nacunda, Nacunda Nighthawk, シロハラヨタカ (Podager nacunda)